# Ceratonereis hircinicola
Ceratonereis hircinicola är en ringmaskart som först beskrevs av Eisig 1870.  Ceratonereis hircinicola ingår i släktet Ceratonereis och familjen Nereididae. Inga underarter finns listade i Catalogue of Life.